# Helsingborgsfestivalen

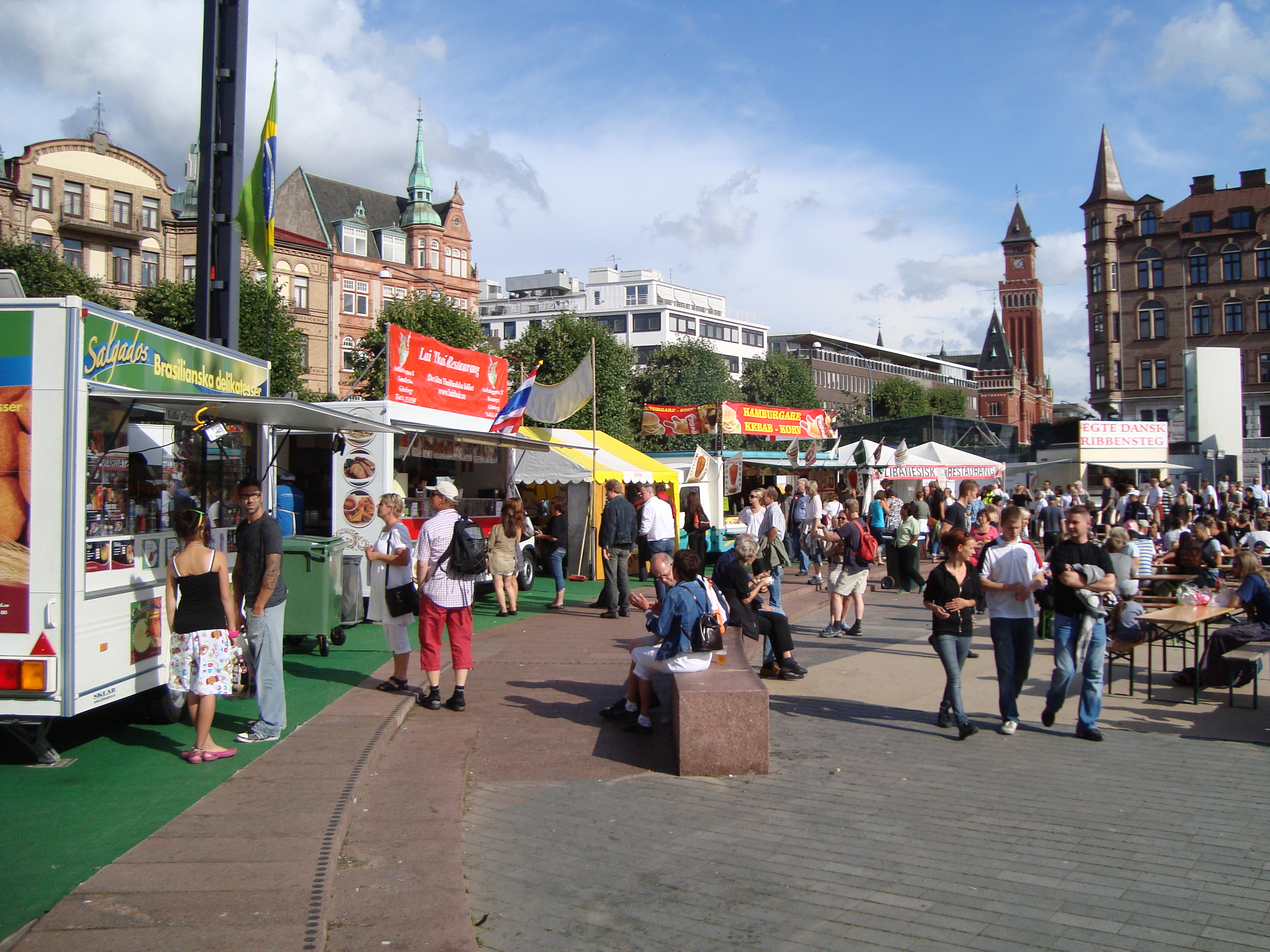
Mattorget på Sundstorget (2009).

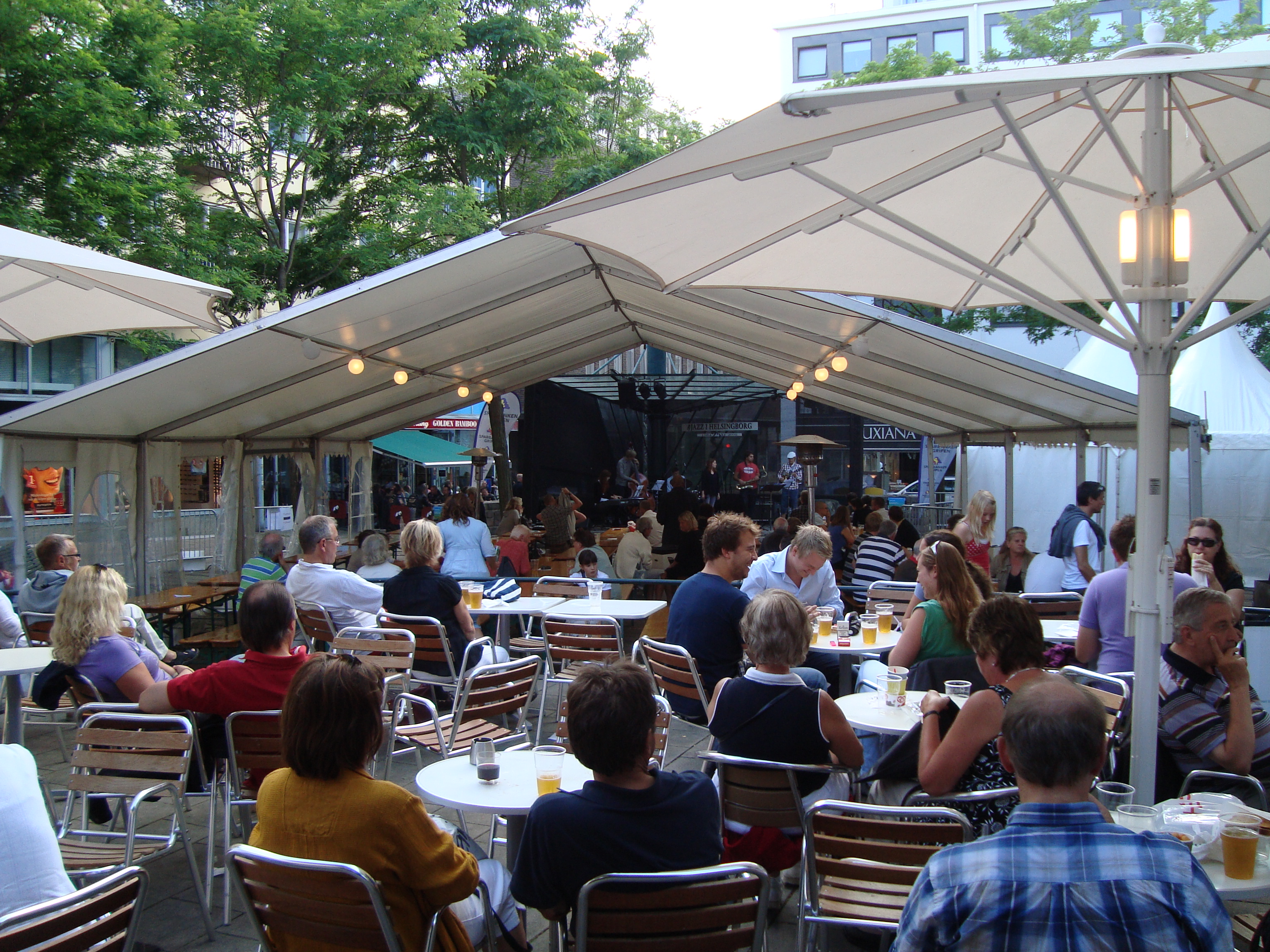
Jazzscenen på Konsul Olssons plats (2009).

Helsingborgsfestivalen var en stadsfestival som årligen hölls i Helsingborg under tre dagar den sista helgen i juli. Festivalen startade 1992 och hölls med olika evenemang, artistframträdande och marknadsstånd. Festivalområdet sträckte sig från Henry Dunkers plats i norr via Sundstorget, Konsul Olssons plats, Hamntorget, Stortorget, Stadsparken, Mäster Palms plats till Gustav Adolfs torg i söder. Tyngdpunkten låg dock kring Stortorget, Hamntorget, Sundstorget och bakom Färjestationen. Festivalen drog cirka 150 000 besökare per dag 2007, alltså totalt runt 450 000 personer. Den sista Helsingborgsfestivalen hölls den 25–27 juli 2013. Från 2014 ersattes det av sommarevenemanget Hx som genomfördes första gången den 29–31 augusti 2014.

## Arrangemang
De olika torgen och platserna hade olika funktioner, bland annat för mat och olika typer av scenframträdanden. Vissa arrangemang förändrades eller flyttades runt mellan festivaltillfällena, medan andra arrangemang ofta var på samma plats år efter år. Under festivalen 2009 användes Sundstorget som mattorg, där det bland annat serverades älgkebab, libanesisk, brasiliansk och thailändsk mat, samt danska ribbensteg-mackor, cajun-maträtter, crêpes och langos. Även Hamntorget hade ett mattorg i sin östra del medan ett nöjesfält, som under många år innan, låg i dess västra del. Här fanns även den så kallade Tivoli-scenen med arrangemang från rockklubben The Tivoli. Bakom Färjestationen stod Stora scenen, där de största artisterna framträdde och i samband med denna fanns ett antal öltält. Övriga musikscener var Jazzscenen, som traditionsenligt låg på Konsul Olssons plats, och Partyscenen på Mäster Palms plats. Det fanns även så kallade scentält, där servering erbjöds tillsammans med framträdanden. Dessa var Showtältet på Stortorget, med artistframträdanden i samarbete med Wallmans salonger, och 60-talstältet på Gustav Adolfs torg. 
Vid Dunkers kulturhus fanns det 2009 en scen med flera typer av världsmusik, där festivaldeltagare dessutom kunde lära sig danser från olika delar av världen. Stadsparken var under festivalen en "kulturpark" med teaterframträdanden, cirkusartister och barnföreställningar. Här framfördes även musik av lokala förmågor, ordbattle, spoken word och gatukonst. Marknadsstånden låg, som oftast, längs delar av Kungsgatan, Drottninggatan, Järnvägsgatan och Södergatan.